# Turismo em favela

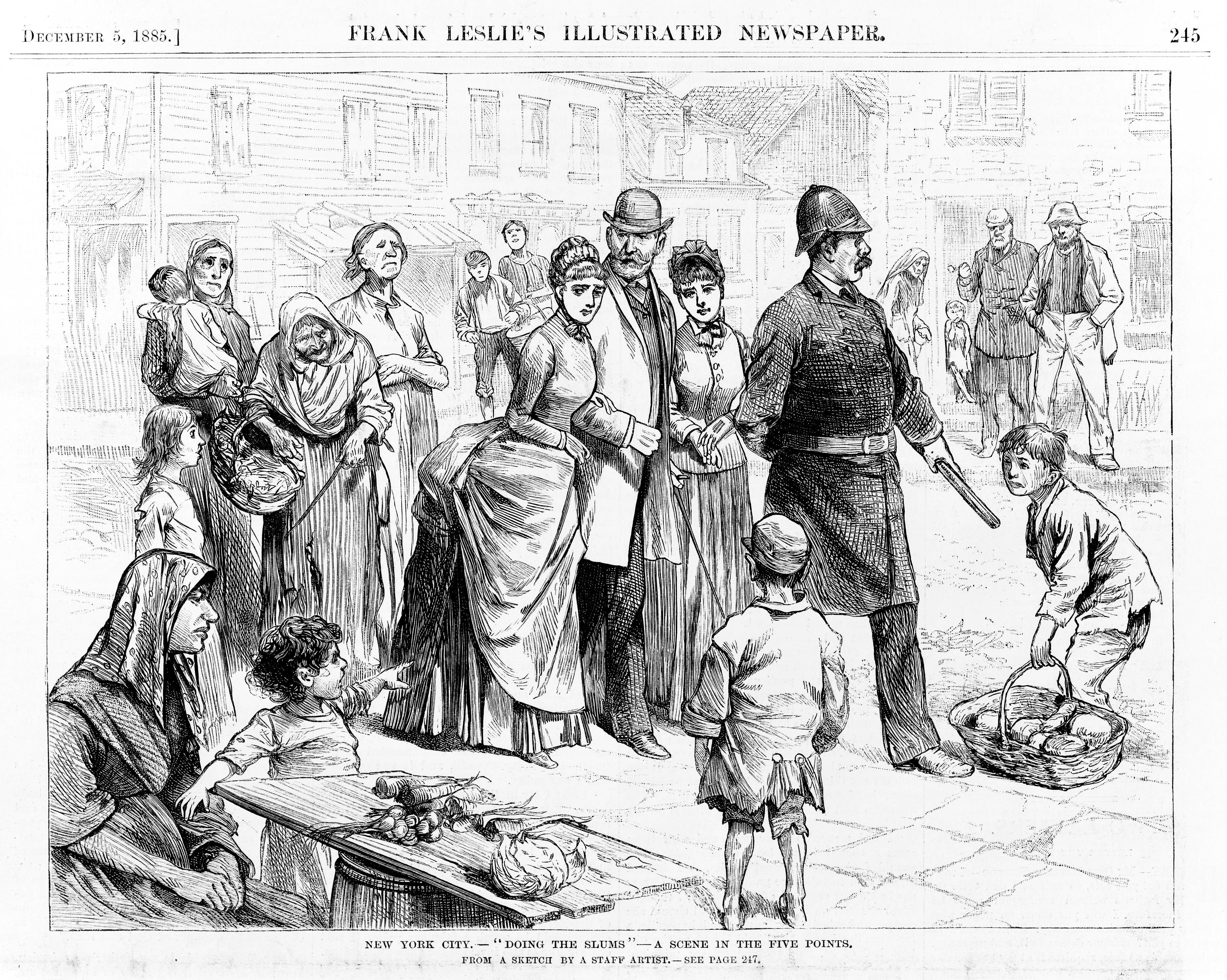
Turismo de gueto em Five Points (Manhattan) em 1885

Turismo em favela, ou turismo de gueto é um tipo de turismo que envolve visitar áreas mais pobres ou segregadas de grandes cidades. Originalmente focada em bairros de Londres e Manhattan no século XIX, esta modalidade de turismo tem se difundido, incluindo destinos como a África do Sul, Índia, Brasil, Quênia e Indonésia.

## História
O dicionário de língua inglesa Oxford data o primeiro uso da palavra slumming em 1884, este termo deriva do inglês slum e designava a experiência de visitar as áreas menos favorecidas de um determinado local. Em Londres, as pessoas visitavam bairros como Whitechapel ou Shoreditch, a fim de observar a vida das comunidades nestes locais. Por volta de 1884, as pessoas mais ricas em Nova York visitavam os bairros de Bowery e Five Points, situados no Lower East Side. Estes bairros abrigavam os imigrantes pobres de Manhattan e o interesse dos visitantes era entender "como a outra metade vivia".
Na década de 1980 na África do Sul, moradores negros organizavam passeios para educar os brancos dos governos locais sobre as condições de vida da população negra. Tais passeios atraíam também turistas internacionais, que tinham curiosidade a respeito do apartheid no país
Em meados da década de 1990, viagens internacionais começaram a ser organizados com destino aos países em desenvolvimento, principalmente focadas nas favelas.
Esta modalidade de turismo tem crescido em popularidade e muitas vezes é promovida por empresas tradicionais de turismo. A Cidade do Cabo, por exemplo, é visitada por mais de 300.000 turistas cada ano para ir às favelas.[6]
Antes do lançamento de Slumdog Millionaire, em 2008, Mumbai era um dos principais destinos turísticos.
O conceito de turismo em favela recentemente começou a ganhar mais atenção da mídia e das universidades. Em dezembro de 2010, a primeira conferência internacional sobre o turismo em favela foi realizada em Bristol.

## Locais
O turismo em favela é realizada principalmente em áreas urbanas de países em desenvolvimento, na maioria das vezes nomeado pelo tipo de áreas que são visitadas:
- Township tourism: focado na África do Sul e Namíbia pós-apartheid. Os assentamentos sul-africanos ainda são divididos entre ricos, historicamente subúrbios brancos, e pobres, historicamente bairros negros, refletindo os efeitos do apartheid e da segregação racial no país.
- Turismo de favela: Brasil[7]
- Na Índia, o principal destino é Dharavi em Mumbai, local retratado no filme Slumdog Millionaire[8]
- Na Indonésia, o principal destino é Jacarta, sua capital.[9]
- No Canadá, a área de Jane-Finch em Toronto, Ontário tem ganhado notoriedade bem uma área em transição
- O turismo de gueto pode focar em divisões sociais ou religiosas, tendo como exemplos a cidade de Nova York, nos Estados Unidos e Belfast, na Irlanda do Norte.

A viagem de turistas internacionais para a cidade de Nova York nos anos de 1980 levou a uma explosão do turismo no Harlem. Em 2002, a Filadélfia começou a oferecer passeios de aos seus bairros do suburbio. Após o Furacão Katrina, passeios foram oferecidos ao Lower Ninth Ward, devastado pela inundação. Este bairro de Nova Orleans é notório por sua violência e pobreza.
Muitas vezes os destinos englobam áreas que se tornaram famosas, direta ou indiretamente, por menção de artistas. Exemplos seriam a 8 Mile Road, em Detroit, popularizada pelo rapper Eminem; a Crenshaw Boulevard no Centro-Sul de Los Angeles, uma área metropolitana que inspirou toda uma geração de pioneiros musicais.
Charleroi, na Bélgica, é outro exemplo deste fenômeno em um país desenvolvido.

### História do Turismo em Favela no Brasil
No Brasil, segundo o trabalho de Bottino (2018), a visitação às favelas tem seu início ainda no século XIX, com expedições realizadas por arquitetos, higienistas, cronistas e autoridades. A trajetória da visitação das favelas está longe de ser uma ideia inovadora, como reivindicam as empresas de turismo que tiveram seu "marco inicial" no ano de realização do evento Eco 92, que reuniu na cidade do Rio de Janeiro, Chefes de Estado, líderes religiosos e ativistas políticos do mundo todo. As visitações à favela costumavam ser registradas, sejam por seus visitantes, em formatos de crônicas, sejam pelos jornalistas em matérias de destaque. Em 18 de maio de 1926, o jornal O Globo publicou em sua primeira página, uma matéria sobre a visita do poeta italiano Filippo Tommaso Marinetti ao Morro da Favela. Em 18 de janeiro de 1927, o mesmo jornal deu destaque à visita de Aldred Agache, ao Morro da Favela, com direito a feijoada como recepção. Tais matérias se tornaram tão recorrentes, bem como as visitas à favela por parte de figuras ilustres, ciceroneadas, na maioria das vezes, pelas autoridades, que até a revista Careta, famosa por suas crônicas, resolveu fazer piada, em 28 de março de 1931, publicando uma charge onde sugeria uma recepção ao Príncipe de Galles que incluísse assistir a uma briga de galos e feijoada na favela.
O turismo organizado, como vemos hoje, segundo o trabalho de pesquisa realizado por Caroline Martins de Melo Bottino, sobre a história do turismo em favela, na cidade do Rio de Janeiro, teve seu início com a empresa de Marcelo Armstrong, Favela Tour, alguns anos antes de Bella, fundadora da Jeep Tour, desviar o trajeto do seu tour, pela floresta da tijuca e adentrar a favela da rocinha, a pedido dos turistas, durante o evento da Eco92. As empresas disputam o pioneirismo da atividade, mas oferecem modalidades distintas, enquanto a Favela Tour faz seus passeios em uma van, a Jeep Tour oferece uma experiência em um carro 4x4, com caçamba aberta, com bancos de onde os turistas podem observar tudo ao ar livre. Apesar de encontrarem resistência, nos primeiros anos de operação, o turismo em favelas foi se consolidando no trade turístico e nos anos 2000 já contava com várias iniciativas, das mais diversas, com empresas oferecendo tours de moto taxi, como a Be a Local, criada em 2003 ou a pé, como a Exotic Tours, criada em 2007.
Em 2010 foi implementado um projeto no morro Santa Marta, em Botafogo, chamado Rio Top Tours, uma parceria entre os governos do Estado e Federal, para capacitar moradores como guias anfitriões, dando mais autonomia no processo de gestão do turismo aos residentes. Essa iniciativa levou ao surgimento de várias outras empresas, por meio da iniciativa do empreendedor individual, assim surgiu a Brazilidade, a Favela Scene e a Favela Santa Marta Turismo.

## Motivações
Um estudo de 2010 feito pela Universidade da Pensilvânia mostrou que os turismo em Dharavi, na Índia, era principalmente motivado por curiosidade, em oposição a vários outros fatores, tais como a comparação social, entretenimento, educação, ou as autorrealização. Além disso, o estudo constatou que a maioria dos moradores das regiões visitadas eram ambivalentes sobre os passeios, enquanto a maioria dos turistas relataram sentimentos positivos durante o passeio, com "interesse" e "curiosidade" sendo os sentimentos mais comumente citados Muitos turistas visitam esses locais para colocar a vida em perspectiva.

## Críticas
O turismo em favela é objeto de muita controvérsia. Tanto críticas quanto defesas desta prática foram feitas em editoriais de importantes jornais, como o New York Times, Wall Street Journal,The Times de Londres, entre outros.
A principal acusação é que "transforma a pobreza em entretenimento, que pode ser momentaneamente experimentada e, em seguida, abandonada". Kennedy Odede, um Queniano, escreveu no em um editorial aberto do New York Times, "Eles ganham fotos; nós perdemos um pedaço da nossa dignidade." Outros críticos chamam os passeios de voyeurimo e exploração. Os críticos deste tipo de turismo citam o fato de que o Natal e o Dia dos Namorados são datas comuns para a viagem, dando suporte à crença de que os ocidentais costumam visitar favelas apenas para "se sentir melhor sobre si mesmos" durante estes fériados, quando a maioria das pessoas em famílias e com pessoas significativas.
Estes passeios oferecem emprego e renda para os guias de turismo, uma oportunidade para os artesãos venderem lembranças, e a possibilidade de se investir na comunidade com o lucro que é ganho. Da mesma forma, se defende que os turistas podem ser motivados a ajudar a comunidade, como um resultado da visita.